# Eugen Bircher

Eugen Bircher (1935)

Eugen Bircher (* 17. Februar 1882 in Aarau; † 20. Oktober 1956 ebenda) war ein Schweizer Chirurg, Offizier und Politiker (BGB) sowie Militärschriftsteller.

## Leben und Wirken

### Kindheit und Jugend
Eugen Bircher wurde als Sohn des Arztes Heinrich Bircher (1850–1923) in Aarau geboren. Er besuchte von 1897 bis 1901 das Gymnasium der Kantonsschulen Aarau und Solothurn und daneben die Rekruten- und Unteroffiziersschule.

### Medizin
Nach seinem von 1901 bis 1906 absolvierten Medizinstudium in Basel und Heidelberg arbeitete Bircher von 1907 bis 1909 als Assistent am Kantonsspital Aarau und an der Chirurgischen Klinik des Bürgerspitals Basel. Er sammelte 1915–1916 kriegschirurgische Erfahrungen in Bulgarien. 1917–1932 war er als Nachfolger seines Vaters als chirurgischer Chefarzt, ab 1933 auch als Direktor am Kantonsspital Aarau tätig. Bircher genoss in den 1920er Jahren den Ruf eines führenden Schweizer Chirurgen. Er publizierte zahlreiche wissenschaftliche Beiträge in den Bereichen Kropf-, Magen-, Kniegelenk- und Kriegschirurgie und gilt wie Severin Nordentoft (1866–1922) als Begründer der Arthroskopie. Bircher führte die ersten Arthroskopien des Kniegelenks 1921 im Kantonsspital Aarau mit einem Gerät zur Spiegelung des Bauchraumes durch. Damals verwendete Bircher bereits Gas zur Füllung des Gelenks. Dieses Verfahren und die Indikationsstellungen gelten heute weiterhin. Er engagierte sich auch in zahlreichen medizinwissenschaftlichen und standespolitischen Organisationen (er war u. a. Ehrenmitglied der Schweizerischen Gesellschaft für Chirurgie). Von August 1926 bis 1956 war Bircher Redaktor der Schweizerischen Medizinischen Wochenschrift.
Im Jahr 1942 wurde er zum Mitglied der Gelehrtenakademie Leopoldina gewählt.

### Militär
In der Schweizer Armee wurde Bircher 1905 zum Oberleutnant befördert, 1910 erfolgte seine Ernennung zum Hauptmann. 1911 kam er ins Generalstabskorps, und 1914 wurde Bircher Stabschef der Fortifikation Murten (1914–1917). Aus seinen Sympathien für den deutschen Militarismus machte er nie einen Hehl. 1916 löste er durch seine öffentliche Kritik an der «Entente-freundlichen» Haltung des schweizerischen Bundesrats die «De-Loys-Affäre» aus. Nach seiner Ernennung zum Divisionskommandanten war Bircher 1934–1937 Kommandant der 4., 1938–1942 der 5. Division. Zusammen mit Bundesrat Rudolf Minger war Bircher führender Verfechter der schweizerischen Aufrüstung und Kriegsvorbereitung ab 1935, unter anderem initiierte er den Grenzschutz mit. Der 1926–1939 als Dozent an der militärwissenschaftlichen Abteilung der ETH Zürich lehrende Bircher galt als führender schweizerischer Militär und Militärschriftsteller: 1931–1937 Zentralpräsident der Schweizerischen Offiziersgesellschaft, 1931–1946 Chefredaktor der Allgemeinen Schweizerischen Militär-Zeitschrift. Dank seinen zahlreichen Publikationen in den Bereichen Kriegsgeschichte (unter anderem zahlreiche Bücher zur Marneschlacht), Truppenpsychologie und Wehrpolitik pflegte er zum Teil intensive Kontakte mit deutschen und französischen Militärs in den Jahren 1918 bis 1955.

### «Ostfront-Missionen»

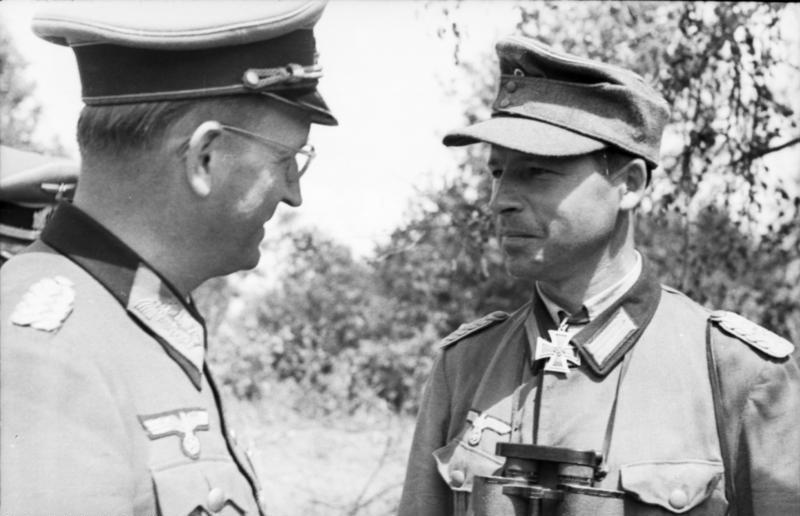
Generalmajor Hans Speidel (l.) während des Unternehmens „Zitadelle“ (Sowjetunion, 21. Juni 1943)

Ab dem 24. Juli 1941 arbeiteten Eugen Bircher, der deutsche Generalarzt Ferdinand Sauerbruch, der Samedaner Chirurg Ernst Ruppanner und der schweizerische Gesandte in Berlin Hans Frölicher daran, eine «Freiwillige schweizerische Ärztemission» an die deutsche Ostfront zu realisieren. Am 27. August 1941 versammelte sich zu diesem Zweck im Zürcher Bahnhofsbuffet ein «Komitee für Hilfsaktionen unter dem Patronat des Schweizerischen Roten Kreuzes». Mitglieder dieses Komitees waren neben Eugen Bircher u. a. der bereits erwähnte Samedaner Chirurg Ernst Ruppanner, der Generaldirektor der Schweizerischen Kreditanstalt (SKA) Peter Vieli und der Geigy AG Direktor und Präsident der Handelskammer Basel-Stadt Carl Koechlin-Vischer. Bereits am 9. September 1941 wurden «private Spenden» in der Höhe von 500'000 Franken zur Finanzierung der «Hilfsaktionen» zugesagt. Am 15. Oktober 1941 begab sich eine erste «Mission» nach Deutschland und von dort aus an die deutsch-sowjetische Ostfront. Sie bestand aus 31 Ärzten, 30 Krankenschwestern, 2 Krankenpflegern und weiteren 17 männlichen Hilfspersonen. General Guisan versuchte vergeblich, Birchers Teilnahme an der «Mission» zu verhindern. Ohne ihr Wissen wurden die Teilnehmer deutschem Kriegsrecht unterstellt. Die sowjetische Zivilbevölkerung durften sie nicht medizinisch betreuen.
- Erste «Mission»: 15. Oktober 1941 bis 19. Januar 1942
- Zweite «Mission»: 8. Januar 1942 bis 14. April 1942
- Dritte «Mission»: 18. Juni 1942 bis 29. September 1942
- Vierte «Mission»: 24. November 1942 bis 9. März 1943[4]

Rudolf Bucher, der Leiter des Blutspendedienstes der Schweizer Armee war Teilnehmer der ersten «Mission». Dabei wurde er Augenzeuge der Erschiessung von 62 sowjetischen Geiseln durch die Deutschen und erhielt Kenntnis von der Massenvernichtung der Juden sowie von den Zuständen in den Konzentrationslagern. Zurück in der Schweiz behinderten die Behörden seine Bemühungen, die schweizerische Öffentlichkeit über die Vorgänge an der Ostfront aufzuklären. Erst 1967 konnte er unter dem Titel «Zwischen Verrat und Menschlichkeit. Erlebnisse eines Schweizer Arztes an der deutsch-russischen Front 1941/42» einen umfassenden Erlebnisbericht veröffentlichen.

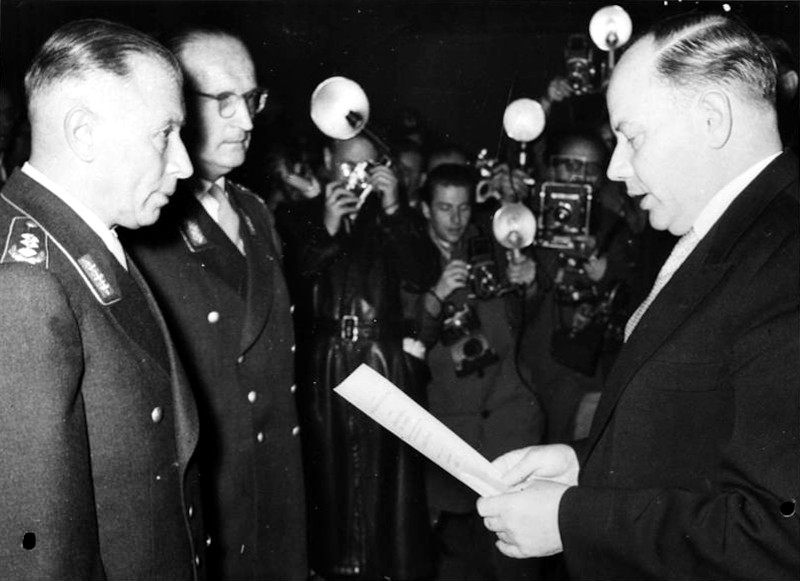
Generalleutnante Adolf Heusinger und Hans Speidel mit Bundesminister der Verteidigung Theodor Blank in Bonn am 15. November 1955

Der deutsche Generalleutnant Hans Speidel erinnerte sich 1952 in einer Festschrift zum 70. Geburtstag Birchers an die gemeinsam verbrachte Zeit:
«Bircher wies auch seinen deutschen Freunden gegenüber stets auf die völkerrechtliche Verpflichtung der Schweiz zur Neutralität hin. …
Der raue Mann legt auf Lob wenig Wert. Er soll aber wissen, dass nicht etwa nur seine Freunde seiner getreulich gedenken. …
Unbeirrt vom Lärm der Gasse ging er seinen Weg. Seine deutschen Freunde rufen ihm dankbar zu: 'Ad multos annos!'»
In den Jahren 1969 und 1977 liess Speidel diese Lobrede wiederholt abdrucken.
Den Satz:
«Unbeirrt vom Lärm der Gasse ging er seinen Weg. …»
ersetzte er durch den Satz:
«Unbeirrt vom Lärm des Alltags ging er seinen Weg. …»

### Bürgerwehren
1918 gründete Bircher in Aarau die als Vaterländische Verbände bekannt gewordenen Bürgerwehren und 1919 deren Zusammenschluss, den Schweizerischen Vaterländischen Verband. Mit den Bürgerwehren, von denen die Aargauische Vaterländische Vereinigung mit zeitweise über 15'000 Mitgliedern die bedeutendste war, reagierten rechtsbürgerliche Kräfte auf den Generalstreik mit dem Ziel, die aus ihrer Sicht drohende Gefahr eines sozialistischen Umsturzes in der Schweiz abzuwenden. Die privatrechtlich organisierten Bürgerwehren wurden hauptsächlich von Banken, Versicherungen und Industriebetrieben finanziert, aber aus den Arsenalen des Bundes und teilweise durch Schmuggel aus Deutschland bewaffnet. Sie hatten eine staatspolitisch hochproblematische Zwitterposition zwischen Hilfspolizei und ideologischem Paramilitär. Bircher pflegte dabei enge Beziehungen zu deutschen Freikorps und ihren Exponenten wie Waldemar Pabst.

### Politik
Ursprünglich freisinnig, gehörte Bircher 1920 zu den Mitbegründern der rechtskonservativen Bauern-, Gewerbe- und Bürgerpartei im Kanton Aargau. 1942 wurde er in den Nationalrat gewählt, wo er sich mit militär-, asyl- und gesundheitspolitischen Vorstössen profilierte (1943–1947 Mitglied der Vollmachtenkommission sowie 1946–1950 der Militärkommission). In der Kontroverse um die Zulassung jüdischer Flüchtlinge rief er 1942 an einer Versammlung aus: «Die Emigranten wollen sich bei uns eine wirtschaftliche Position erobern […] Sie werden ihr Gift ausstreuen. Sie bilden einen Fremdkörper im Volke, der wieder herausgeschafft werden muss.» Seine Motion zur Tuberkulose-Bekämpfung (Schirmbildobligatorium) resultierte in einem entsprechenden Ergänzungsgesetz, das – von Ärzteschaft und Bürgertum bekämpft – 1949 in einer Referendumsabstimmung unterlag.

### Wirtschaft
Wirtschaftlich bekleidete Bircher mehrere Verwaltungsratsmandate, namentlich bei der SIG Holding, der Internationalen Verbandsstoffefabrik Schaffhausen, den Öl- und Fettwerken SAIS und bei den Albiswerken.

## Kritik
Für den Historiker Hans Ulrich Jost war Bircher als Mitglied der Studentenverbindungen Argovia, Wengia und Helvetia ein typischer Vertreter eines mit elitären, zum Teil sozialdarwinistischen, antimodernistischen, rassistischen und antidemokratischen Elementen durchsetzten Weltbildes. Seine scharfe Frontstellung gegen die politische Linke und seine Deutschfreundlichkeit führten ihn zu erheblichen Sympathien für die Frontenbewegung und den Nationalsozialismus. Folgerichtig sinnierte Bircher 1937 über einen Krieg der Zukunft, der seiner Meinung nach ein «Totaler Krieg» sein würde. In den 1920er Jahren nannte er in einem privaten Brief die damalige Nationalzeitung ein «Saujudenblatt».

## Schriften (Auswahl)
Militärgeschichte, -medizin und -psychologie
- Die Schlacht an der Marne. Eine kriegsgeschichtlich-militärpolitische Studie. Drechsel, Bern 1918.
- Die Schlacht am Ourcq (= Beiträge zur Erforschung der Schlacht an der Marne. Heft 1). Selbstverlag, Leipzig 1922.
- Ärztliches, insbesondere chirurgisches Denken und militärische Truppenführung. Sauerländer, Aarau/Leipzig 1933.
- mit Ernst Clam: Krieg ohne Gnade. Von Tannenberg zur Schlacht der Zukunft. Scientia, Zürich 1937.
- mit Walter Bode: Schlieffen. Mann und Idee. Nauck, Zürich 1937; Scientia, Zürich 1940.
- Arzt und Soldat. Eine psychologische Betrachtung (= Vorträge aus der praktischen Chirurgie. Band 24). 2. Auflage. Enke, Stuttgart 1941.

Medizin
- Die chronische Bauchfelltuberkulose. Ihre Behandlung mit Röntgen-Strahlen. Sauerländer, Aarau 1907 (= Diss. Univ. Basel 1907).
- Zur Pathogenese der kretinischen Degeneration. Urban & Schwarzenberg, Berlin u. a. 1908 (= Beiheft zur Medizinischen Klinik. Band 4, 6).
- Die Ätiologie des endemischen Kropfes. In: Ergebnisse der Chirurgie und Orthopädie. Band 5, 1913.
- Operative Heilung eines Karzinoms am Übergang des Ösophagus in die Kardia. In: Correspondenzblatt für Schweizer Ärzte. Band 1, 1918, S. 467 ff.
- Die Behandlung gastrischer Affektionen durch Eingriffe am N. Vagus und Sympaticus. In: Archiv für Klinische Chirurgie. Band 167, 1931, S. 463 ff.
- Das Kropfproblem. Th. Steinkopff, Dresden u. a. 1937 (= Medizinische Praxis. Band 23).

## Fussnoten
1. ↑  Andreas Mettenleiter: Selbstzeugnisse, Erinnerungen, Tagebücher und Briefe deutschsprachiger Ärzte. Nachträge und Ergänzungen II (A–H). In: Würzburger medizinhistorische Mitteilungen. 21, 2002, S. 490–518, hier S. 494
2. 1 2  Mettenleiter: Selbstzeugnisse, Erinnerungen, Tagebücher und Briefe deutschsprachiger Ärzte. 2002, S. 490–518.
3. ↑  Mitgliedseintrag von Eugen Bircher bei der Deutschen Akademie der Naturforscher Leopoldina, abgerufen am 9. Oktober 2022.
4. ↑  ETH Zürich. Archiv. Nachlass Eugen Bircher. III Militär. 11. Ostfrontmissionen 1941–1945
5. ↑  Martin Illi: Bucher, Rudolf, in: Historisches Lexikon der Schweiz (HLS), Version vom 22.12.2011
6. ↑  Hans Speidel: Zeitbetrachtungen. Mainz 1969; Aus unserer Zeit. Frankfurt 1977
7. ↑  Michael Eyl (Pseudonym: MEZ): Arzt und Krieg. Eugen Bircher – der Neutrale. Ferdinand Sauerbruch – der Unpolitische. In: Soziale Medizin, Basel, 9. Jg., Nr. 3 (April 1982), S. 20–22
8. ↑  Willi Gautschi: Geschichte des Kantons Aargau 1885–1953. Band 3. Baden Verlag, Baden 1978, S. 234–239.
9. ↑  Eugen Bircher und Ernst Clam: Krieg ohne Gnade. Von Tannenberg zur Schlacht der Zukunft. Scientia, Zürich 1937.
10. ↑  Aaron Kamis-Müller: Antisemitismus in der Schweiz. 1900 bis 1930. Chronos, Zürich 1990, ISBN 978-3-905278-61-3.

| Personendaten    | Personendaten                                                               |
| ---------------- | --------------------------------------------------------------------------- |
| NAME             | Bircher, Eugen                                                              |
| KURZBESCHREIBUNG | Schweizer Chirurg, Offizier und Politiker (BGB) sowie Militärschriftsteller |
| GEBURTSDATUM     | 17. Februar 1882                                                            |
| GEBURTSORT       | Aarau                                                                       |
| STERBEDATUM      | 20. Oktober 1956                                                            |
| STERBEORT        | Aarau                                                                       |